# Anton Schott (Diplomat)

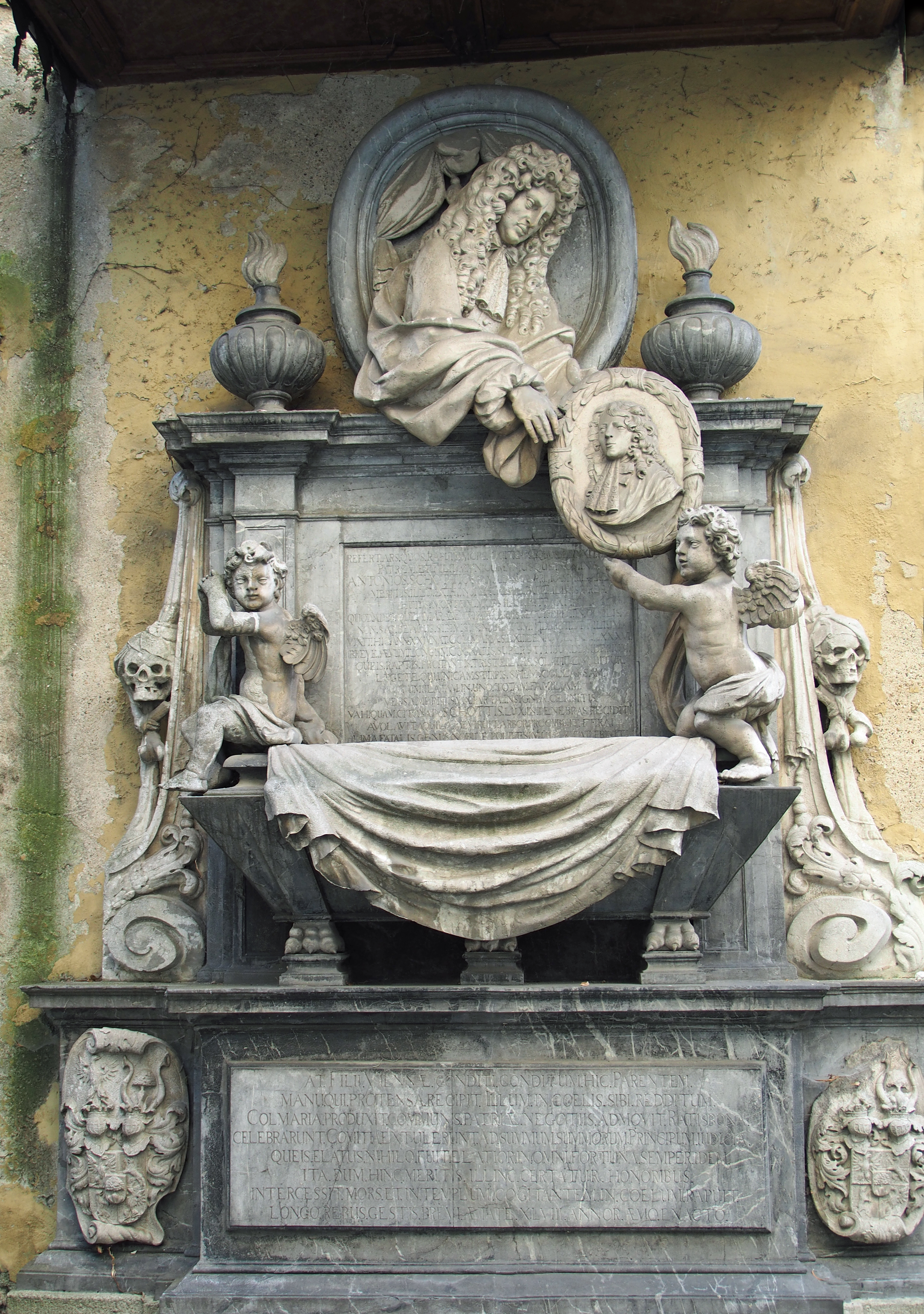
Epitaph für Anton Schott und seinen Sohn auf dem Regensburger Gesandtenfriedhof

Wappen von Anton Schott

Anton Schott, ab 1682 Anton Edler von Schott, (* 25. Juni 1636 in Colmar; † 21. November 1684 in Regensburg) war ein deutscher Politiker und Gesandter am Reichstag in Regensburg. Dort vertrat er erst die elsässischen Reichsstädte des Zehnstädtebundes und später Kursachsen. Aus bürgerlichen Verhältnissen stieg er bis zum Geheimen Rat des sächsischen Kurfürsten auf.

## Leben
Schott wurde in eine alte Elsässer Ratsfamilie hineingeboren. Sein Vater Johann Wilhelm Schott († 1648) war Rat und Archivvorsteher in Colmar. Seine Mutter hieß Salome Barth. Er besuchte 1649 das württembergische Gymnasium in Montbéliard und lernte dort Französisch. Im Jahr 1654 begann er ein Studium an der Universität Basel in Philosophie und Jura. Von dort wechselte er nach drei Jahren an die Universität Tübingen. An der Seite des Landgrafen Wilhelm Christoph von Hessen-Homburg reiste Schott an die Höfe von Kursachsen, Hessen-Kassel und den Kaiserhof in Wien. Ein Angebot des Landgrafen, in hessen-homburgische Dienste zu treten, nahm er nicht an. Er schloss sein Studium 1661 in Straßburg ab und kehrte nach Colmar zurück, wo er 1666 wie schon sein Vater zuvor das Amt des Stadtarchivars übernahm.
Ab 1667 war Schott Gesandter der Reichsstadt Colmar in Wien. Kaiser Leopold I. verlieh ihm noch im gleichen Jahr den Titel eines Hofpfalzgrafen. Von 1669 an vertrat Schott die zehn elsässischen Reichsstädte auf dem Immerwährenden Reichstag in Regensburg. Dort setzte er sich gegen die Ansprüche des französischen Königs Ludwig XIV. ein, der im Westfälischen Frieden die Vogtei über die elsässischen Reichsstädte erworben hatte und im Anschluss immer stärker versuchte, sie in sein Königreich zu integrieren. Trotzdem konnte Schott nicht verhindern, dass französische Truppen im Jahr 1673 Colmar und die anderen Reichsstädte besetzten und in Besitz hielten. Es dauerte noch bis zum Jahr 1697, als das Reich den französischen Besitz des gesamten Elsass einschließlich der zehn Städte im Frieden von Rijswijk anerkannte.
Überraschend berief Kurfürst Johann Georg II. von Sachsen Schott 1675 zum kursächsischen Hof- und Justizrat. Kurz darauf wurde Schott auch Nachfolger des 1674 verstorbenen kursächsischen Gesandten Augustin Strauch auf dem Reichstag in Regensburg. Fortan war er mit der Vertretung des Kurfürstentums im Corpus Evangelicorum betraut, dem Zusammenschluss aller lutherischen und reformierten Reichsstände. In diesem Gremium, in dem Kursachsen den Vorsitz hatte, konnte sich Schott bei den anderen Reichsständen für kursächsische Interessen einsetzen. Dort protestierte er 1679 gegen die endgültige Regelung des Jülich-Klevischen-Erbfolgestreits ohne Berücksichtigung der sächsischen Ansprüche und nahm im gleichen Jahr an Verhandlungen über eine Kalenderreform im Reich teil.
1680 ernannte der sächsische Kurfürst Schott zum Geheimen Rat, damit wurde er Mitglied im Beraterkollegium des Kurfürsten. Trotzdem blieb Schott weiter in Regensburg. Er gab seine Tätigkeit als Reichstagsgesandter erst 1681 vorübergehend auf, als er als sächsischer Gesandter am Frankfurter Kongress teilnahm. Bei diesem Reichsdeputationstag verhandelten die Reichsstände untereinander und mit Frankreich um eine Haltung zur französischen Reunionspolitik und zur Annexion von Straßburg. Im folgenden Jahr wurde Schott in den Adelsstand erhoben, benutzte seinen neuen Titel aber nicht. Er starb überraschend im Jahr 1684 und wurde auf dem protestantischen Gesandtenfriedhof begraben.

## Familie und Grabstätte

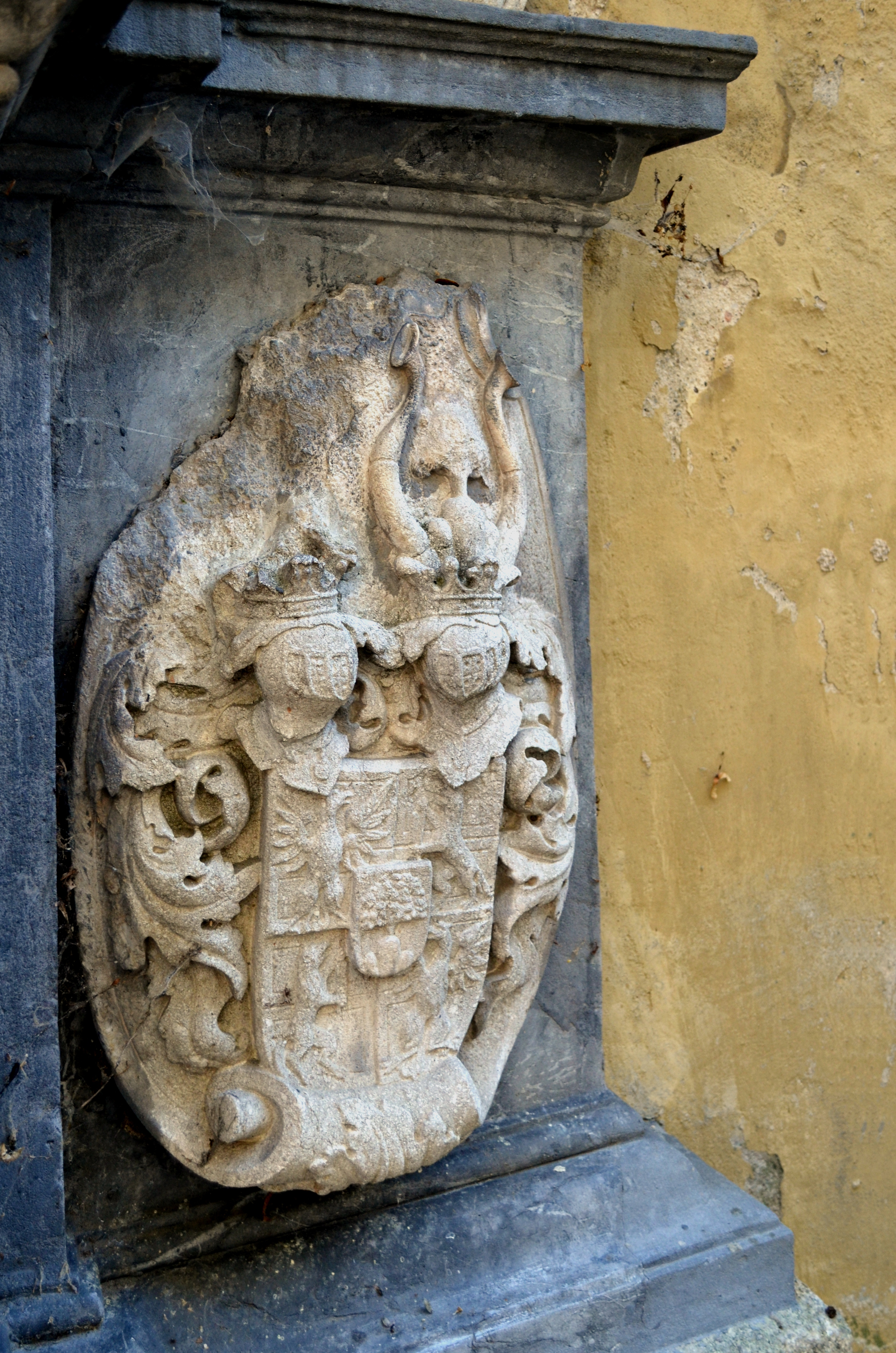
Ehemals gestürztes Wappen auf Schotts Epitaph

Im Jahr 1662 heiratete Schott die verwitwete Anna Maria Willius, geborene Röttlin (1628–1705), aus Sundhofen im Elsass. Sie hatte aus ihrer ersten Ehe drei Söhne und zwei Töchter, von denen aber nur zwei Kinder überlebten, der Sohn Emanuel Willius, geadelter Edler von Willisen, der als Reichshofrat in Regensburg Gesandter des Herzogtums Sachsen-Zeitz wurde, und die Tochter Anna Katharina, verheiratet mit dem kaiserlichen Reichshofrat Friedrich von Binder.
Aus der zweiten Ehe der verwitweten Anna Maria Willius mit Anton Schott stammten vier Kinder, von denen drei bereits sehr jung verstarben und zwei von ihnen auf dem damaligen städtischen, protestantischen Petersfriedhof außerhalb der Regensburger Stadtmauern begraben wurden, der 1672 verstorbene Sohn Johann Michael und die 1676 verstorbene Tochter Anna Maria. Die Todesserie in der Familie setzte sich fort mit dem Tod des Vaters, der laut Inschrift auf dem Epitaph überraschend 1684 während eines Kirchgangs verstarb. Nur zwei Jahre nach dem Tod des Vaters starb auch der älteste Sohn Antonius (1662–1686) überraschend auf einer Reise in Wien. Das Schicksal prägte die hinterbliebene Mutter und Ehefrau so tief, dass sie sich entschloss vom Bildhauer Christoph Liebig aus Stadtamhof ein künstlerisch sehr eindrucksvolles Epitaph für Ehemann und Sohn errichten zu lassen mit einer noch heute bei Lesungen ergreifend wirkenden Inschrift. Es steht über der Gruft auf dem Gesandtenfriedhof, in der ihr Ehemann bestattet worden war. Die Kosten trug der Schwiegersohn, der Reichshofrat Binder.

„Die Kunst stellt die dar, die der Tod geraubt hat, der Stein vereint nun die, die der Tod getrennt hat: Vater und Sohn mit gleichem Namen, Anton Schott, die ersten und zugleich die letzten ihres Geschlechts, der Ältere durch Verdienste und Ehrungen ausgezeichnet, der Jüngere in der Hoffnung einmal Ähnliches zu erreichen. Der Tod des einen zog den Tod des anderen nach sich. Weil der Vater den Sohn, den er auf Erden geliebt hatte, so sehr vermisste, glaubte er im Himmel nur dann selig sein zu können, wenn er auch den Sohn selig sähe. Nur 24 Jahre lebte der Sohn, [...]. Eine kurze Zeit des Lebens! Eine lange Zeit der Sehnsucht folgt nun für die überlebende Mutter, für die statt der beiden geliebten Geraubten nur der Grabstein als trauriger Trost zurückgelassen wird. Trauert auch Ihr, die ihr die einzige Hoffnung des Geschlechts verfallen seht. Die ganze Familie in einem Grab begraben. Die so schwer erworbenen Symbole gewendet. Wehe! Das für die Familie Schott so schnell entfachte Licht stürzte in die Finsternis zurück. Der Adler flog davon, der Baum verdorrte, das wilde Tier sank nieder. Eine verderbliche Seuche hat ein edles Geschlecht hinweggefeilt und damit aufgerieben und der hier bestattete Vater des in Wien zu Grabe getragenen Sohnes, empfängt mit ausgestreckter Hand den Sohn, der ihm nun im Himmel wiedergeschenkt wird.“

Das 1689 geschaffene Epitaph galt und gilt heute als das bis dahin modernste und auch künstlerisch bedeutendste Grabdenkmal auf dem Gesandtenfriedhof. Die typisch barocke Darstellung verweist auf italienische Vorbilder aus dem Umkreis von Gian Lorenzo Bernini, der Medaillons nutzte, um mit ihnen an die antike Tradition des Schildes  mit dem Bildnis gefallener Krieger zu erinnern. Das wäre erstaunlich für den weithin unbekannten Bildhauer Liebig aus dem damaligen Dorf Stadtamhof nördlich der Donau bei Regensburg.
Das Schott-Epitaph zeigt als Ekphrasis den aus einem Himmelsmedaillon sich herausbeugend dargestellten Vater, der von einem geflügelten Putto ein Medaillon mit dem Abbild seines Sohnes empfängt, der ihm nun wiedergeschenkt wird und der ihn im durch Flammenvasen gekennzeichneten Himmel mit ausgestreckter Hand wieder zu sich nimmt. Der das Medaillon haltende Putto steht auf der rechten Seite des Sarkophags und ein weiterer Putto sitzt in trauernder Pose auf der linken Seite des Sarkophags. Auf dem Sockel befinden sich rechts und links der zentralen Inschrift zwei Kartuschen mit dem 1682 verliehenen Familienwappen. Die rechte Kartusche war ursprünglich angebracht als ein „gestürztes Wappen“, d. h. die Wappentafel war für den Betrachter verkehrt herum aufgehängt, um anzudeuten, dass das Adelsgeschlecht mit dem Tod des Sohnes in der männlichen Linie erloschen war. Bei einer Renovierungsmaßnahme im Jahr 1982 war die Tafel in Unkenntnis der Bedeutung einer gestürzten Wappentafel umgedreht und damit falsch angebracht worden, wie sich anhand alter Fotos zeigte. In einer unmittelbar nördlich benachbarten Grabstätte wurde 1728 auch Schotts Stiefsohn Emanuel Willius bestattet.